# Sh2-178
Sh2-178 è una tenue nebulosa a emissione visibile nelle costellazioni di Cefeo e dell'Orsa Minore.
Si individua nella regione a sud della stella polare in direzione di Cefeo; non visibile attraverso telescopi, si evidenzia bene nelle fotografia a lunga posa come una debole nebulosità che si sovrappone alle galassie di fondo. La sua osservazione è possibile per tutti i mesi dell'anno nell'emisfero nord, mentre a sud dell'equatore non è mai osservabile.
Sh2-178 è un tenue ed estesissimo sistema di nebulosità facente parte delle cosiddette Integrated Flux Nebulae, le "nebulose di flusso integrato" visibili in tutte le costellazioni attorno al polo nord celeste; la sua distanza è stimata attorno ai 200 parsec (650 anni luce) e si ritiene che sia ionizzato dal flusso integrato delle stelle vicine appartenenti al piano galattico. Questa nebulosa fa parte di un grande sistema di nubi molecolari e idrogeno neutro noto come Polaris Flare, la cui massa si aggira sulle 5500 M⊙.